# Jean (neveu de Vitalien)
Pour les articles homonymes, voir Jean.
Ne doit pas être confondu avec Jean (fils de Sisiniolos).
Jean (floruit 537-553), neveu du rebelle Vitalien, est un général byzantin de l'empereur Justinien (r. 527-565) qui participe à la guerre contre les Goths en Italie et contre les Gépides à l'ouest des Balkans. Il est marié à Justina, la fille de Germanus, un cousin de Justinien, et donc beau-frère du général Justinien et du consul Justin.

## Biographie
Il est sous les ordres de Bélisaire durant la campagne d'Italie, à partir de 543, date à laquelle les Byzantins sont confrontés à une résurgence des Ostrogoths sous la conduite de Totila, qui remet en cause leurs conquêtes. Bélisaire l'envoie notamment à Constantinople rassembler des renforts alors que l'armée byzantine est en sous-effectifs. L'objectif est surtout de dégager Rome qui fait l'objet d'un siège de plus en plus resserré. Toutefois, une fois arrivé dans la capitale impériale, Jean s'occupe peu de sa mission et préfère renforcer sa position personnelle en assurant un mariage avec une fille de Germanus, le cousin de Justinien Ier. Il y parvient en dépit de l'opposition de Théodora (impératrice de Justinien), dont il s'attire l'hostilité. Cela l'oblige à quitter Constantinople et à rejoindre Dyrrachium où l'attend Bélisaire. Il n'a regroupé qu'un nombre limité de soldats, dirigés par Isaac Kamsarakan mais Bélisaire les envoie directement à Rome, sans qu'ils ne parviennent à briser l'encerclement de la cité.
Peu après, Bélisaire décide de se rendre directement à Rome par la mer mais Jean refuse de le suivre. Il préfère rallier Rome depuis Otrante par la terre, alors même que le voyage est bien plus long (quarante jours contre cinq). Plus encore, Jean finit par se détourner de la cité romaine pour envahir les régions de l'Apulie, de la Calabre, de la Lucanie et du Bruttium. Une thèse avancée à ce comportement est la volonté de Jean de se tenir à distance d'Antonina, l'épouse de Bélisaire qui est aussi l'amie de Théodora et qui partage l'hostilité de cette dernière envers Jean. Lors de son expédition, il vainc une force ostrogothe en partance pour la Sicile avant de se replier dans l'Apulie. Pour autant, son action n'est pas dénuée de tout intérêt. Si le deuxième siège de Rome finit par tomber aux mains de Totila en dépit des efforts de Bélisaire, le souverain ostrogoth décide rapidement de porter ses efforts dans la reconquête des territoires pris par Jean, délaissant la défense de la cité romaine qui est rapidement reprise par les Byzantins. Quant à Jean, il est contraint de se replier sur Otrante face à la contre-offensive de Totila.
En dépit de l'intervention de Totila, Jean engrange quelques succès. Il parvient à s'emparer de Capoue et à libérer les sénateurs romains partisans de Justinien.